# مطثية حالة للدم
مطثية حالة للدم (الاسم العلمي: Clostridium haemolyticum) هي نوع من البكتيريا يتبع جنس المطثية من الفصيلة المطثاوية.

## روابط خارجية
- ITIS - Catalogo delle specie